# 울산외국어고등학교
울산외국어고등학교(蔚山外國語高等學校)는 대한민국 울산광역시 북구 중산동에 있는 공립 외국어고등학교이다.

## 학교 연혁
- 2008년 12월 8일 : 특수목적고등학교 지정 및 고시
- 2010년 3월 1일 : 초대 문곤섭 교장 취임
- 2010년 3월 3일 : 제1회 입학식 (4개 전공 153명)
- 2010년 4월 20일 : 2011학년도 아랍어과 신설승인
- 2013년 2월 7일 : 제1회 졸업식(145명)
- 2023년 3월 1일 : 제6대 이재근 교장 취임
- 2024년 2월 6일 : 제12회 졸업식(138명)
- 2024년 3월 4일 : 제15회 입학식(163명)

## 설치 학과
- 영어과
- 중국어과
- 일본어과
- 러시아어과
- 아랍어과

## 참고 자료
- 울산외국어고등학교 - 한국교육학술정보원 학교알리미